# 분말충전기

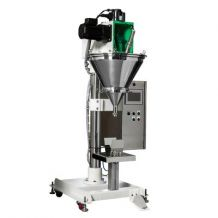
분말충전기(분말충진기)

분말충전기는 포장기계의 한 종류로써 건조한 분말 제품을 계량해서 포장용기에 이송해주는 장치이다. 특히 밀가루나 세제와 같이 진동에 비산하는 제품을 계량 및 포장하는 데 필요하다. 보통 진공이송기를 이용해 저장호퍼로 제품을 이송한다. 단, 분말의 비산이 적고 외부 환경에 직접 노출되어도 문제가 되지 않는 제품인 경우에는 스크류이송기를 사용할 수 있다.

## 작동원리 및 주의사항

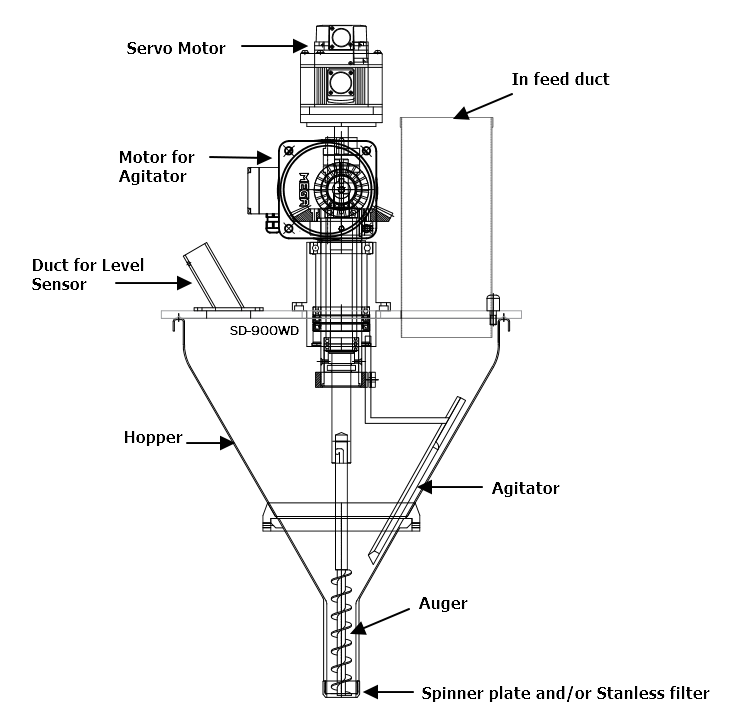
Layout of Auger Filler(Especially at the part of Auger Hopper)

분말제품은 제품투입구(In Feed Duct)를 통해서 저장호퍼(Hopper)로 이송된다. 이송된 제품은 아지(Agitator)와 오거(Auger)에 의해서 하단으로 배출된다. 아지는 일반 모터에 연결되어 있어서 전원을 넣으면 회전하며, 이것은 오거가 만들어낸 빈 공간을 매꾸어주는 역할을 한다. 오거는 서보모터에 의하여 한 쪽 방향으로 회전하면서 목표중량을 맞추기 위하여 회전횟수 및 회전속도를 변경한다. 
오거는 소형부터 대형까지 포장단위에 맞추어서 주문한다. 보통 지름 25, 32, 38, 45, 55의 오거가 있다. 큰 지름의 오거는 1 회전에 밀어내는 양이 많으므로 서보모터의 용량도 비례해서 커져야 한다.
레벨센서는 레벨센서장치구(Duct for Level Sensor)를 통해서 삽입된다. 종류는 직접접촉형과 무접촉형으로 구분된다.
청소 또는 유지보수를 위해서 저장호퍼 또는 저장호퍼하단을 분리하기 전에는 반드시 전원을 끄고 진행해야 한다. 특히 아지는 칼날 부분이 매우 날카로우므로 주의해야 한다.

## 회전수우선 모드와 중량우선 모드
회전수 우선 모드는 오거의 회전수를 제어해서 목표중량 만큼의 제품을 배출하도록 하는것을 말한다. 목표중량이 1kg, 오거를 약 100회전하면 이 값에 도달한다는 것을 실험적으로 얻었다면, 오거를 100회전해서 중량을 측정하지 않고 배출하도록 하는 방식이다. 중량값을 읽지 않으므로 고속 포장에 유리하다.
중량우선 모드는 목표중량을 설정한 후 로드셀로부터 중량값을 읽어 오거의 회전수를 조절하면서 목표중량을 배출한다. 목표중량에 도달하기 전 오거의 회전수를 줄여 배출양을 줄이면서 목표중량에 맞추기 때문에 습도의 변화에 따른 분말의 물성변화에 대응할 수 있다.
대부분의 분말충전기는 회전수우선 모드와 중량우선 모드를 모두 지원한다. 그래서 분말이 매우 가벼워 용기에 가라앉아야 하는 제품을 포장하는 경우, 첫 번째 배치(Batch)에서는 회전수우선 모드로 설정한 후, 제품을 80% 정도만을 채운다. 그리고 분말을 자연적 또는 강제적으로 가라앉힌다. 이후 두 번째 배치에서는 중량우선 모드로 변경, 나머지를 채워주는 방식을 사용한다.

## 악세사리
스피너(Spinner): 오거와 연결되어 있어 같이 회전하는 원형 판이다. 오거가 멈추면 같이 멈추어서 분말제품이 흘러내리지 않토록 한다. 비중이 높은 분말이 오거의 회전이 끝나도 흘러내리는 것을 방지한다. 수거깔때기(Collection Funnel)를 필요로 한다.
수거깔때기(Collection Funnel): 스피너를 장착한 경우, 스피너를 통과한 분말이 옆으로 날리지 않게 잡아주는 방(Room)을 말한다.
Stainless Filter: 원형을 4등분 또는 8등분 한 필터이며 오거에 직접 연결되지 않으며 배출구 최하단에 장착된다. 점성이 약하고 비중이 높은 제품은 오거의 회전이 멈추면 배출구에서 밑으로 떨어지게 되는데 이를 방지해주는 역할을 한다. 수거깔때기가 필요없이 배출구하단에 장착된다.